# 윌리엄 버클랜드

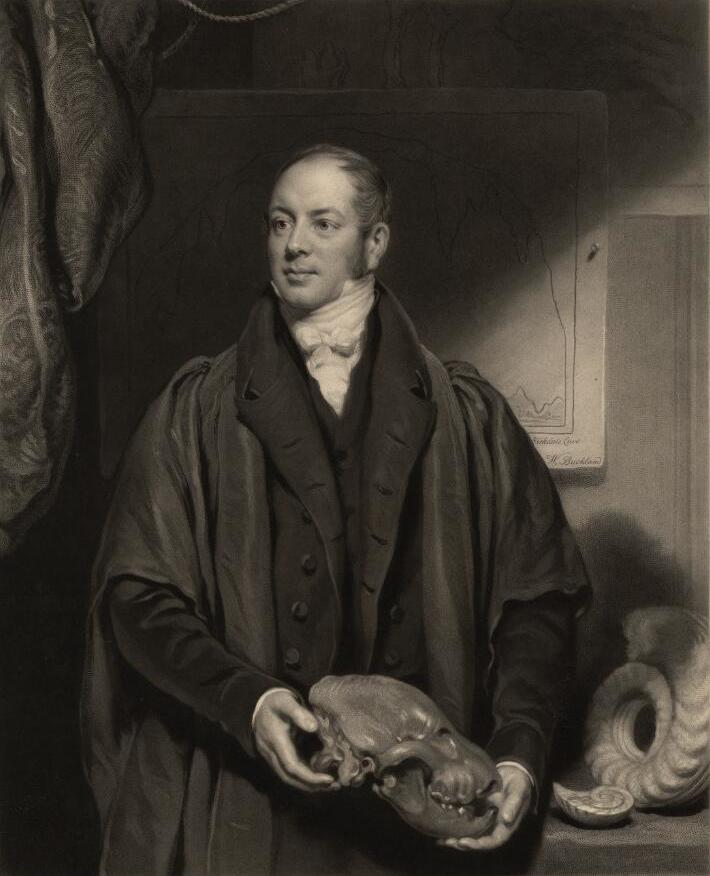

윌리엄 버클랜드(William Buckland, DD, FRS, 1784년 3월 12일 – 1856년 8월 14일)는 웨스트민스터 학장이 된 영국의 신학자였다. 또한 지질학자이자 고생물학자이기도 했다.
버클랜드는 메갈로사우루스(Megalosaurus)라는 이름의 화석 공룡에 대한 최초의 완전한 설명을 썼다. 그의 작업은 노스요크셔의 커크데일 동굴이 선사시대 하이에나 굴이었다는 것을 증명했으며, 이로 인해 그는 코플리 메달을 받았다. 이는 과학적 분석이 먼 과거의 사건을 어떻게 재구성할 수 있는지 보여주는 사례로 칭찬받았다. 그는 생태계를 재구성하는 데 화석화된 배설물을 사용하는 방법을 개척하여 분석 (화석)(coprolite)이라는 용어를 만들었다.
버클랜드는 성경의 창세기 기록을 두 개의 창조 사건으로 해석하면서 간격 이론을 따랐다. 이는 지구가 매우 오래되었다는 것을 시사하는 지질학적 발견과 성경적 설명을 조화시키는 방법으로 나타났다. 경력 초기에 버클랜드는 자신이 성경적 홍수의 증거를 발견했다고 믿었지만 나중에 루이 아가시의 빙하기 이론이 더 나은 설명을 제공하고 이를 촉진하는 데 중요한 역할을 했다는 것을 알게 되었다.

## 같이 보기
- 고생물학사